# Seyf Ţāleh
Seyf Ţāleh (persiska: سِيف طالِه, سِفَتالِه, سیف طاله) är en ort i Iran.   Den ligger i provinsen Kurdistan, i den nordvästra delen av landet, 500 km väster om huvudstaden Teheran. Seyf Ţāleh ligger 1 554 meter över havet och antalet invånare är 228.
Terrängen runt Seyf Ţāleh är huvudsakligen kuperad. Seyf Ţāleh ligger nere i en dal. Runt Seyf Ţāleh är det ganska glesbefolkat, med 50 invånare per kvadratkilometer. Närmaste större samhälle är Bīān Darreh, 10,9 km väster om Seyf Ţāleh. Trakten runt Seyf Ţāleh består i huvudsak av gräsmarker.